# Normanella dubia
Normanella dubia är en kräftdjursart som först beskrevs av Brady och Robertson 1876.  Normanella dubia ingår i släktet Normanella och familjen Normanellidae. Inga underarter finns listade i Catalogue of Life.